# The Three Suns
The Tree Suns sono stati un gruppo musicale statunitense. Tra i più celebri complessi strumentali del dopoguerra, i Three Suns riproposero diversi standard jazz marcandone la componente percussiva.

## Storia del gruppo
I Three Suns vennero fondati nel 1939 ed erano originariamente composti da Artie Dunn (voce, organo), Al Nevins (chitarra) e Morty Nevins (fisarmonica).
Negl 1944 pubblicò tre singoli entrati nella classifica statunitense, ovvero Long Ago (And Far Away) (#16), How Many Hearts Have You Broken (#7) e Twilight Time (#8). Di quest'ultima, originariamente strumentale, venne anche realizzata una versione cantata con testo di Buck Ram. Il singolo vendette più di quattro milioni di copie e si aggiudicò il disco d'oro. La traccia verrà reinterpretata da altri artisti, tra i Platters, che la porteranno nuovamente al successo. 
Negli anni seguenti continuarono a produrre altri successi. Nel 1946 incisero una versione strumentale di Rumors Are Flying (#7); l'anno dopo fu la volta della cover di Peg o' My Heart (#1).
I Three Suns comparvero nelle due pellicole Nodo alla gola del 1948 e
Two Gals and a Guy del 1951.
Risulta che i Three Suns fossero uno dei gruppi preferiti della first lady Mamie Eisenhower.
A partire dagli anni cinquanta, si assistette a diversi cambi di formazione: il primo ad abbandonare il complesso fu Al Nevins, che venne sostituito da Bucky Pizzarelli, anche conosciuto come Johnny Buck (chitarra), a sua volta rimpiazzato da Joe Negri (chitarra); nel 1955 Morty Nevins abbandonò la formazione e gli subentrò Joe Vento (fisarmonica, pianoforte). Nel 1957 la formazione era composta da Dunn, Johnny Romano (chitarra) e Tony Lovello (fisarmonica).
I Three Suns si sciolsero nel 1983. Tornarono in auge negli anni novanta con il revival della musica space age.

## Formazione
- Artie Dunn — voce, organo
- Al Nevins — chitarra
- Morty Nevins — fisarmonica
- George Barnes - chitarra
- Bucky Pizzarelli — chitarra
- Joe Negri — chitarra
- Joe Vento — fisarmonica, pianoforte
- Johnny Romano — chitarra
- Tony Lovello — fisarmonica
- Del Casher — chitarra
- Vincent Bell - chitarra
- Fred Mendelsohn - organo
- Eddie Layton - organo

## Discografia parziale

### Album in studio
- 1944 – Twilight Time
- 1947 – Beyond the Blue Horizon
- 1950 – Twilight Time
- 1950 – Midnight Time
- 1951 – You and the Night and the Music
- 1951 – Yours is My Heart Alone
- 1951 – Twilight Time
- 1951 – Midnight Time